# 여자 없는 남자들 (헤밍웨이의 단편집)
《여자 없는 남자들》(Men Without Women) 또는 《여자 없는 세계》는 미국의 작가 어니스트 헤밍웨이의 두 번째 단편집이다. 14개의 단편이 수록되어 있는데, 이 중 10편은 잡지 등에 먼저 수록되었던 작품이다. 1927년 10월 발매되었으며, 2달러 가격의 초판은 약 7,600부가 판매되었다.
해당 단편집의 실린 이야기의 주제는 투우, 프로 권투 경기, 불륜, 이혼, 죽음 등 다양하다. 〈살인자들〉, 〈흰 코끼리 같은 언덕〉 , 〈다른 나라에서〉가 대표작으로 꼽힌다.

## 수록작
- 〈패배하지 않는 사람들〉 (The Undefeated)
- 〈다른 나라에서〉 (In Another Country)
- 〈흰 코끼리 같은 언덕〉 (Hills Like White Elephants)
- 〈살인자들〉 (The Killers)
- 〈조국은 당신에게 무엇을 말하고 있습니까?〉 (Che Ti Dice La Patria?)
- 〈오만 달러〉 (Fifty Grand)
- 〈간단한 질문〉 (A Simple Enquiry)
- 〈열 명의 인디언〉 (Ten Indians)
- 〈누군가를 위한 카나리아〉 (A Canary for One)
- 〈알프스의 목가〉 (An Alpine Idyll)
- 〈추격 경주〉 (A Pursuit Race)
- 〈오늘은 금요일〉 (Today is Friday)
- 〈시시한 이야기〉 (Banal Story)
- 〈이제 내 몸을 누이며〉 (Now I Lay Me)

## 한국어판 출판 내역
다음은 《여자 없는 남자들》의 한국어판 출판 내역이다.
- 《女子없는 世界》. 번역 정병조; 황찬호. 한일문화사. 1958.
- 《女子없는 世界》. 번역 정병조. 휘문출판사. 1968.
- 《女子없는 世界》. 번역 이삭. 영문각. 1962; 청산문화사. 1972.
- 《女子없는 男子들》. 번역 김병옥. 대양서적. 1973.
- 《女子없는 男子들》. 번역 김종운. 범조사. 1974.
- 《女子없는 男子》. 번역 양병택; 홍순범. 양지당. 1978.
- 《여자 없는 남자들》. 번역 이종인. 문예출판사. 2016. ISBN 9788931010169.

## 참고 문헌
- Oliver, Charles (1999). Ernest Hemingway A to Z: The Essential Reference to the Life and Work (영어). New York: Checkmark Publishing. ISBN 978-0-8160-3467-3.
- Meyers, Jeffrey (1985). Hemingway: A Biography (영어). New York: Macmillan. ISBN 978-0-333-42126-0.
- 이봉환; 변문균 (2015). “김병철의 헤밍웨이소설 번역작업의 자구 해석적 등가성의 한계”. 《현대영미어문학》 (현대영미어문학회) 33 (3).